# نیکولا استانچف
نیکولا استانچف (بلغاری: Никола Николов Станчев؛ ۱۱ سپتامبر ۱۹۳۰ – ۱۳ ژوئیهٔ ۲۰۰۹) کشتی‌گیر اهل بلغارستان بود.